# باغالا
باغالا (به لاتین: Baghala) یک منطقهٔ مسکونی در افغانستان است که در ولایت بامیان واقع شده‌است.